# Zaluka Lipnička
 Zaluka Lipnička  falu Horvátországban, a Károlyváros megyében. Közigazgatásilag  Žakanjéhoz tartozik.

## Fekvése
Károlyvárostól 23 km-re északnyugatra, községközpontjától 3 km-re nyugatra, a Kulpa bal partján a szlovén határ mellett fekszik. A község nagyobb települései közé tartozik.

## Története
1857-ben 311, 1910-ben 326 lakosa volt. A trianoni békeszerződésig Zágráb vármegye Károlyvárosi járásához tartozott. 2011-ben 137-en lakták.

## Lakosság
| Lakosság változása | Lakosság változása | Lakosság változása | Lakosság változása | Lakosság változása | Lakosság változása | Lakosság változása | Lakosság változása | Lakosság változása | Lakosság változása | Lakosság változása | Lakosság változása | Lakosság változása | Lakosság változása | Lakosság változása | Lakosság változása |
| ------------------ | ------------------ | ------------------ | ------------------ | ------------------ | ------------------ | ------------------ | ------------------ | ------------------ | ------------------ | ------------------ | ------------------ | ------------------ | ------------------ | ------------------ | ------------------ |
| 1857               | 1869               | 1880               | 1890               | 1900               | 1910               | 1921               | 1931               | 1948               | 1953               | 1961               | 1971               | 1981               | 1991               | 2001               | 2011               |
| 311                | 342                | 339                | 352                | 329                | 326                | 339                | 308                | 306                | 298                | 259                | 281                | 169                | 159                | 151                | 137                |

## Nevezetességei
A Hétfájdalmú Szűzanya tiszteletére szentelt kis kápolnája.